# Antona toxaridia
Antona toxaridia là một loài bướm đêm thuộc phân họ Arctiinae, họ Erebidae.